# أيتو
أيتو (بالإنجليزية: AITO) (بالصينية: 问界; البينيين: Wènjiè) هي علامة تجارية صينية للسيارات الكهربائية تابعة لشركة تصنيع السيارات الصينية مجموعة سيريس في عام 2021. تقدم العلامة التجارية سيارات كهربائية مزودة بأنظمة قيادة ذاتية ونظام التشغيل هارموني أو إس.
أيتو هي العلامة التجارية الأولى ضمن نموذج التعاون تحالف التنقل الذكي هارموني (HIMA، 鸿蒙智行)، حيث تقود هواوي عملية تصميم وتطوير المنتج وتوفر المكونات الرئيسية مثل مجموعة نقل الحركة وحلول أنظمة مساعدة السائق المتقدمة (ADAS) وبرامج السيارة، لتقديم تصميم كامل لشركة صناعة السيارات لتصنيعه.
يرمز اسم أيتو إلى "إضافة الذكاء إلى السيارات".

## التاريخ
في ديسمبر 2021، أعلنت هواوي عن إطلاق العلامة التجارية أيتو وكشفت عن أول مركبة لها أيتو إم 5، وهي أول مركبة طورتها هواوي مع مجموعة سيريس. تعتمد أجهزة السيارة على سيريس إس إف 5 (إس يو في). في ذلك الوقت، كانت شركة سيريس مسؤولة عن دورة حياة السيارة بأكملها، بما في ذلك البحث والتطوير والتصنيع وخدمة ما بعد البيع. تشارك شركة هواوي في تعريف المنتج وتطويره ومبيعات القنوات. وتشارك الشركتان في مراقبة الجودة المشتركة والتسويق المشترك. وفي وقت لاحق من عام 2023، بدأت هواوي في التعامل مع خدمات ما بعد البيع والتسليم جنبًا إلى جنب مع سيريس. تُوزَّع مركبات أيتو رسميًا بواسطة شركة سيريس لبيع السيارات المحدودة (بالإنجليزية: Seres Auto Sales Co., Ltd).
في مارس 2023، تم تغيير العلامة التجارية لفترة وجيزة من "AITO问界; AITO Wènjiè" to "华为问界; Huawei Wènjiè" قبل أن يصدر يو تشنغدونغ، الرئيس التنفيذي لشركة Huawei Terminal BG والرئيس التنفيذي لشركة Smart Car Solution BU، شخصيًا جميع المواد الترويجية. المتعلقة بشركة هواوي ستتم إزالتها في 1 أبريل من متاجر AITO.
في يونيو 2023، تم نقل العلامة التجارية "أيتو" واسمها الصيني (问界; Wènjiè) من شركة تدعى Beijing Ruidekaizhuo Technology and Trade Co., Ltd. إلى شركة هواوي. ومع ذلك، فإن العلامة التجارية أيتو المنقولة إلى هواوي في ذلك الوقت لا تتضمن العلامة التجارية "أيتو" وشعارها في الفئة 12 من تصنيف نيس (للمركبات)، والتي لا تزال مملوكة لشركة سيريس.
في يوليو 2024، أعلنت هواوي عن نقل العلامات التجارية الإنجليزية لشركة أيتو وبراءات الاختراع ذات الصلة التي تحتفظ بها إلى مجموعة سيريس بتكلفة 2.5 مليار يوان صيني. وقال يو تشنغ دونغ (ريتشارد يو) إن سبب النقل يرجع إلى اللوائح الصينية التي تنص على أن العلامات التجارية للسيارات يجب أن تكون مملوكة لمصنعها.

## التشغيل
وفقًا إلى يو تشنغ دونغ، الرئيس التنفيذي لشركة Huawei Terminal BG والرئيس التنفيذي لشركة Smart Car Solution BU، فإن العلامة التجارية أيتو هي علامة تجارية للنظام البيئي ونموذج أعمال جديد. لن تقوم شركة هواوي بتصنيع السيارات بشكل مباشر بينما تلتزم بمساعدة شركات السيارات على بيع مركباتها من خلال تصميم المنتجات، وإدارة سلسلة التوريد، ومراقبة الجودة، والنظام البيئي للبرمجيات، وإدارة تجربة المستخدم، وتسويق العلامات التجارية، وقنوات المبيعات.
سوف يتخصص كل مصنع شريك لشركة هواوي في فئة وفئة معينة من المركبات وتكون مجموعة منتجات كل مصنع غير متداخلة، وتُدمج جميعًا في إطار الحل الشامل الذي تقدمه هواوي.

## التكنولوجيا

### HarmonyOS Cockpit
هارموني أو إس كوكبيت هو الحل الذي تقدمه هواوي للسيارات الكهربائية والمستقلة التي تعمل بخط كيرين الخاص بها من نظام على شريحة (SoC)، وشاشات عرض الواقع المعزز (AR-HUD) ومجموعة الأدوات الذكية. فتحت شركة هواوي واجهات برمجة التطبيقات الخاصة بنظام هارموني أو إس كوكبيت لمساعدة مصنعي المعدات الأصلية للسيارات والموردين وشركاء النظام البيئي في تطوير ميزات مختلفة.

### نظام القيادة الذاتية
تم تجهيز مركبات أيتو بنظام ADS (نظام القيادة الذاتية) الذي طورته شركة هواوي. بالنسبة لـ ADS 2.0 الحالي، فهو مركب من 128 ليدار ، و11 كاميرا عالية الدقة، و3 رادارات MMW، و12 رادارًا فائق الصوت ومجموعة شرائح هواوي ذاتية التطوير.
تم تدريب نظام ADS على بيانات القيادة الواقعية ويمكنه تحقيق القيادة الذاتية من المستوى 2+. ويمكنه أداء حكم وتشغيل يشبه الإنسان مثل الدوران الدقيق، وإفساح المجال للمشاة، والتعرف على العوائق غير المنتظمة وتجنبها، فضلاً عن اكتشاف الحيوانات وتجنبها. ويمكنه أيضًا إجراء صف السيارات تلقائيًا وخدمة صف السيارات.
وفقًا لشركة هواوي، كان سعر ADS 2.0 هو 36000 يوان صيني (حوالي 5200 دولارًا أمريكيًا) لكل مركبة عند بيعها إلى الشركة المصنعة الشريكة.

## المنتجات

### النماذج الحالية
- أيتو إم 5 (2022 إلى الوقت الحاضر)، سيارات الدفع الرباعي متوسطة الحجم (EV/EREV).
- أيتو إم 7 (2022 إلى الوقت الحاضر)، SUV متوسطة الحجم (EREV).
- أيتو إم 8 (2025 إلى الوقت الحاضر)، الدفع الرباعي كاملة الحجم (EREV).
- أيتو إم 9 (2023 إلى الوقت الحاضر)، سيارة الدفع الرباعي كاملة الحجم (EV/EREV).

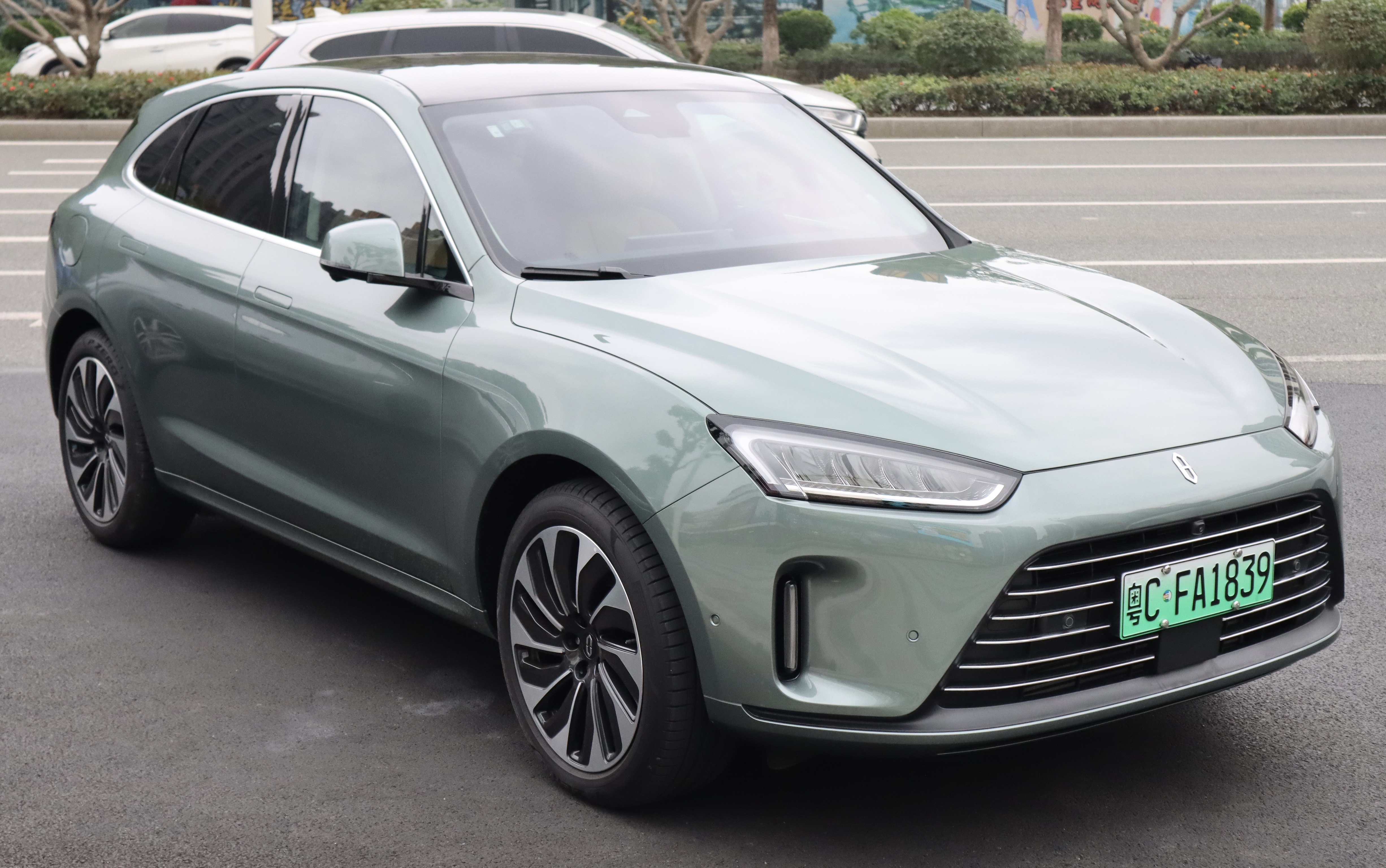
أيتو إم 5
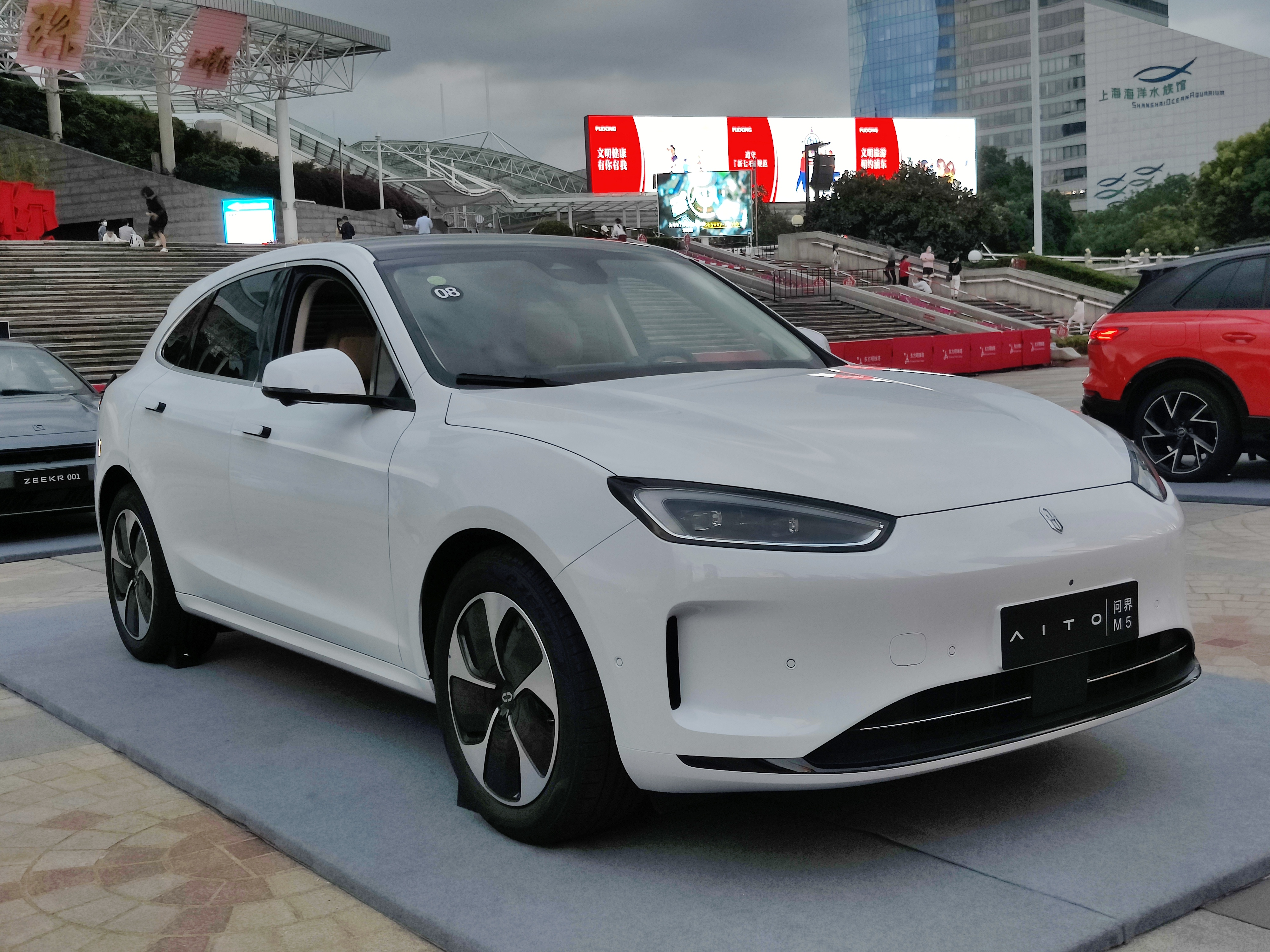
أيتو إم 5 إي في
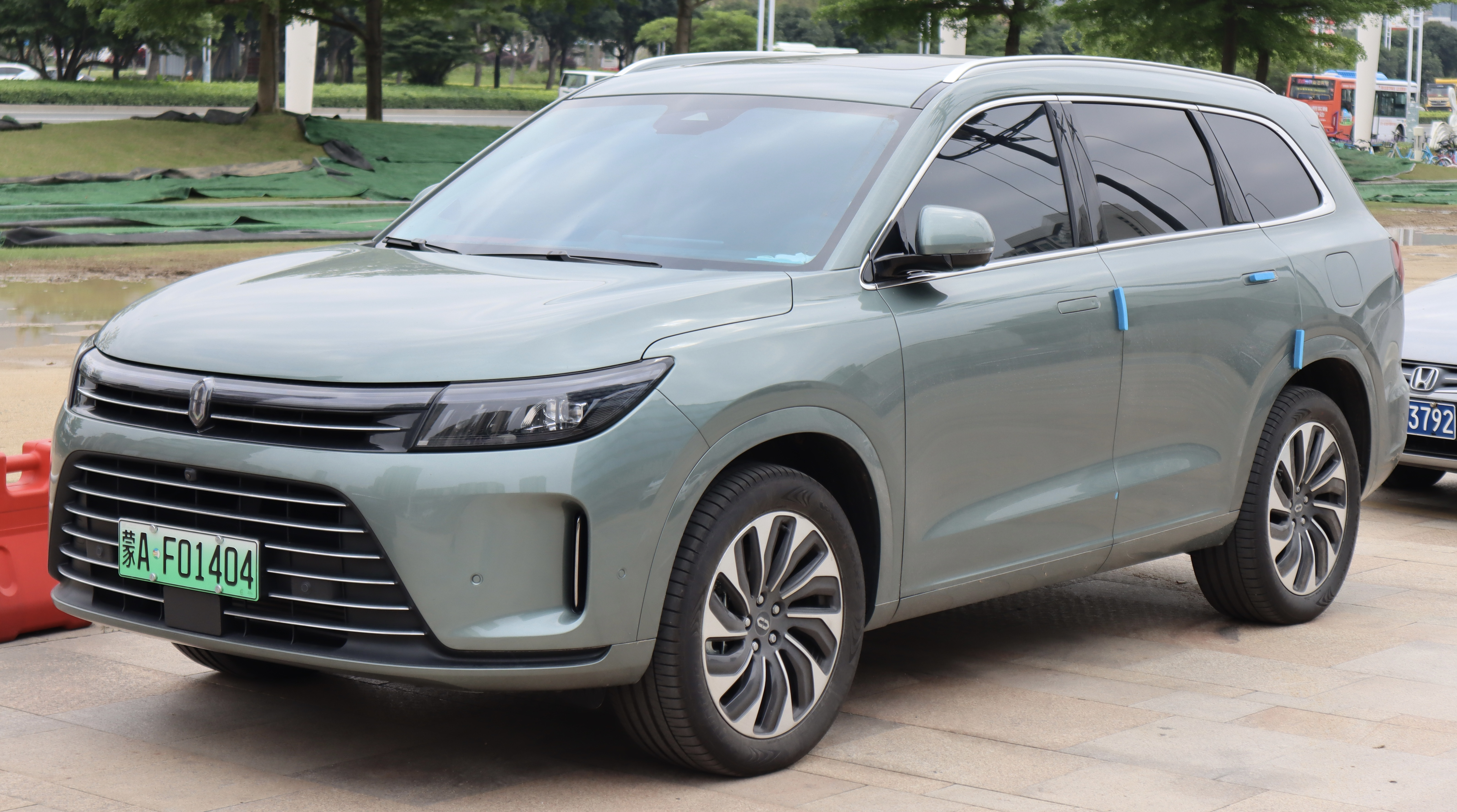
أيتو إم 7
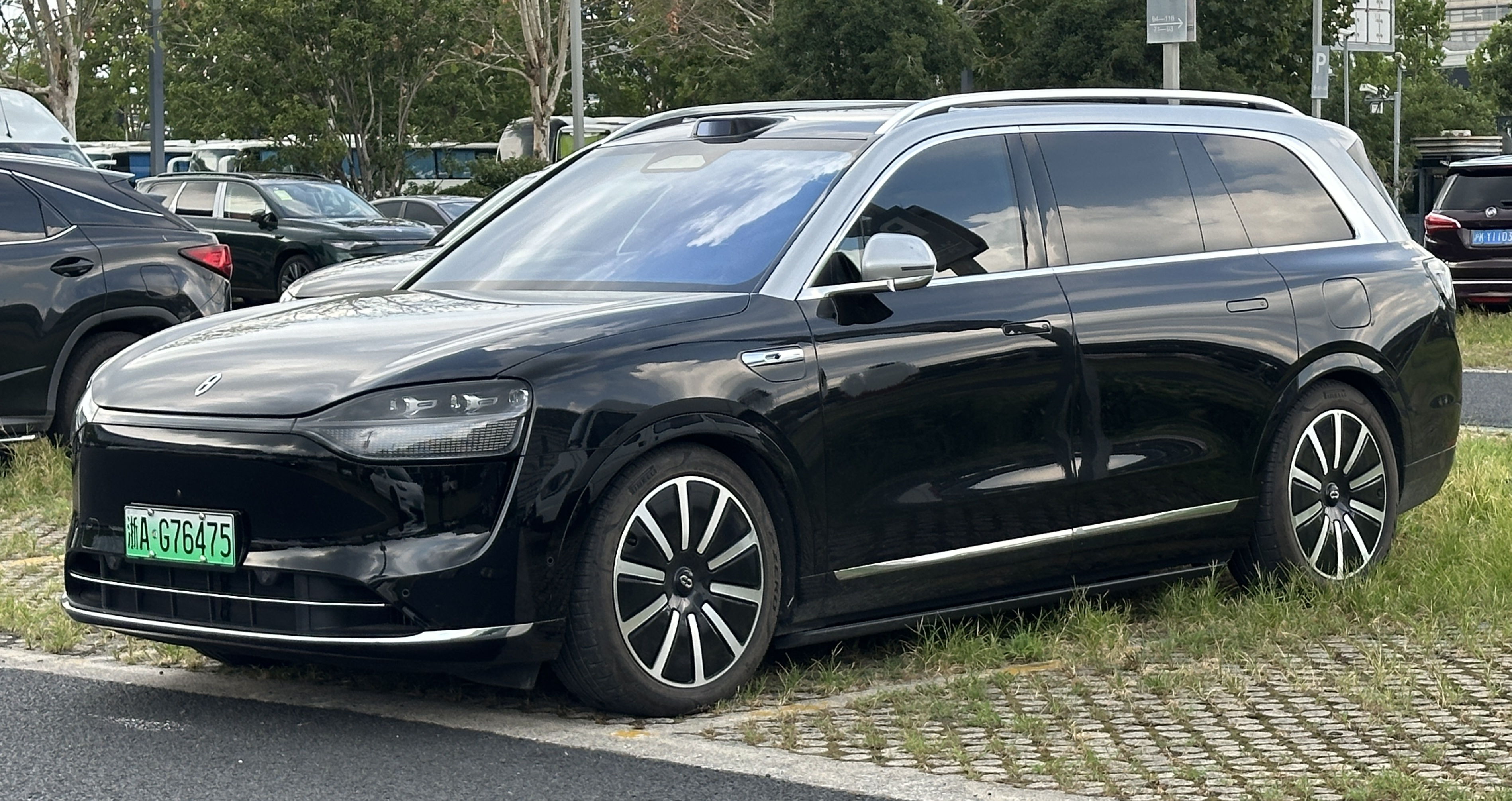
أيتو إم 9

## المبيعات
| سنة  | أيتو    |
| ---- | ------- |
| 2022 | 76,180  |
| 2023 | 94,380  |
| 2024 | 386,907 |

## وصلات خارجية
الموقع الرسمي